# Linaria elegans
Linaria elegans är en grobladsväxtart som beskrevs av Antonio José Cavanilles. Linaria elegans ingår i släktet sporrar, och familjen grobladsväxter. Inga underarter finns listade i Catalogue of Life.

## Bildgalleri

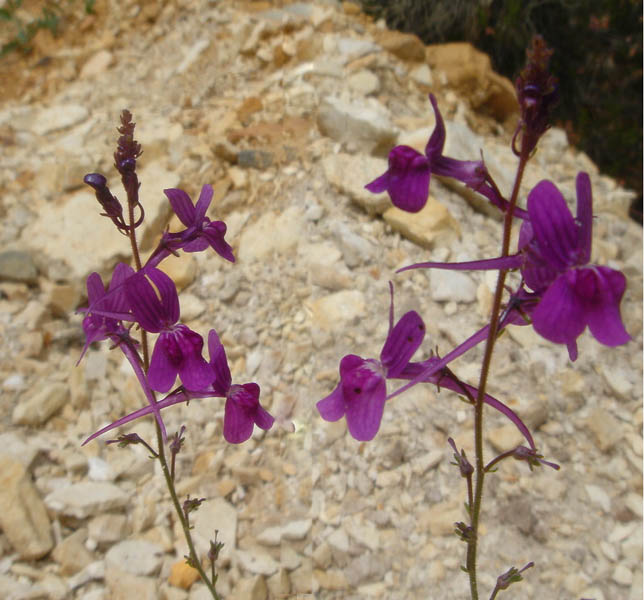